# Spekeröd
Spekeröd (av SCB stavat Spekereöd) är en kyrkby i Spekeröds socken och tätort (före 2015 småort) i Stenungsunds kommun i Bohuslän. I Spekeröd ligger Spekeröds kyrka.
Namnet Spekeröd kommer av det dialektala ordet för blålera, speka vilket även återfinns i danska, spege, och fornnordiska ordet för röjning, öppen plats - röd. Således betyder Spekeröd lerig öppen plats dvs leråker. 

## Befolkningsutveckling
| Befolkningsutvecklingen i Spekeröd 2015–2020                                         | Befolkningsutvecklingen i Spekeröd 2015–2020 | Befolkningsutvecklingen i Spekeröd 2015–2020 | Befolkningsutvecklingen i Spekeröd 2015–2020 | Befolkningsutvecklingen i Spekeröd 2015–2020 |
| ------------------------------------------------------------------------------------ | -------------------------------------------- | -------------------------------------------- | -------------------------------------------- | -------------------------------------------- |
|                                                                                      |                                              |                                              |                                              |                                              |
| År                                                                                   |                                              |                                              | Folkmängd                                    | Areal (ha)                                   |
| 2015                                                                                 | 2015                                         |                                              | 211                                          | 99                                           |
| 2020                                                                                 | 2020                                         |                                              | 232                                          | 101                                          |
| Anm.: Ny tätort 2015, var tidigare en småort som 2010 hade 68 invånare på 18 hektar. |                                              |                                              |                                              |                                              |